# Gustav Kühl
Gustav Kühl (* 9. September 1869 in Lübeck; † 20. Oktober 1906 in Berlin) war ein deutscher Bibliothekar und Schriftsteller.

## Leben
Gustav Kühl war Sohn eines Lehrers in Lübeck. Er besuchte das Katharineum zu Lübeck bis zum Abitur Ostern 1888 und studierte anschließend zunächst Evangelische Theologie, dann Germanistik und Kunstgeschichte an der Universität Kiel. 1899 wurde er mit einer Dissertation zur Bordesholmer Marienklage zum Dr. phil. promoviert. Mehrere Jahre lebte er in den USA und schrieb u. a. einen frühen Bericht über Ragtime in Die Musik.  Nach seiner Rückkehr wurde er Bibliothekar und 1906 Direktorialassistent am Kunstgewerbemuseum Berlin.
Gustav Kühl war einer der drei engen Freunde Wilhelm Schäfers, deren Tod dieser 1909 in seiner autobiographischen Erzählung Die Missgeschickten verarbeitete.

## Werke
- Über die Bordesholmer Marienklage. Soltau: Norden 1898, zugl. Diss. Kiel (Einleitung zur Ausgabe)
- Bordesholmer Marienklage. ediert von Gustav Kühl, In: Jahrbuch des Vereins für Niederdeutsche Sprachforschung. 24, S. 1ff.
- Wimpel und Winde. Gedichte in Duodez. Berlin: Schuster & Loeffler 1901
- Detlev von Liliencron. Berlin: Gose & Tetzlaff, 1902
- Mörike. Berlin [u. a.] : Schuster & Loeffler, [1904]
- Zur Psychologie der Schrift. Offenbach M.: Rudhard 1904

(engl.) On the psychology of writing. Offenbach on Main: Rudhardsche Giesserei 1905
- Richard Dehmel. 1906